# Батало (тепчија)
Батало Шантић (умро после 1404) је био средњовековни тепчија и господар жупа Лашве и Сане у централној Босни. Најпознатији је припадник средњовековне породице Шантића која је владала лашванским крајем између 1351. и 1461. године.

## Биографија
Батало је припадао породици Шантића чији је родоначелник био извесни Ратко Шанта који се јавља као сведок повеље Стефана II Котроманића из 1351. године. Пре Батала, као сведок повеље босанског краља Твртка I Котроманића јавља се извесни Драгош Шантић (1366). Није познато у каквом сродству је Драгош био са Ратком и Баталом. Батало је трећи припадник породице кога срећемо у изворима. Он се у изворима први пут јавља у повељи Стефана Дабише Котроманића од 17. јула 1392. године. Босански краљ издао је повељу Дубровачкој републици. Батало се овде помиње као дворски тепчија у улози сведока повеље. Преко брака са Ресом Хрватинић, Батало је загосподарио жупом Саном. Господарио је и Лашвом. Код данашњег села Варошлук, Батало је подигао град Торичан кога је утврдио. Поседи тепчије Батала налазили су се у долини реке Лашве. Женидба са Ресом допринела је да Батало, као зет Хрвоја Вукчића, постане један од значајнијих босанских велможа крајем 14. века. Батало се 1392. године помиње уз краља Дабишу у војном походу у Доњим Крајима. У повељи краљице Јелене Грубе из 1397. године важио је за четврту личност у држави, после Хрвоја Вукчића, Сандаља Хранића и Павла Раденовића. Батало је 1398. године прешао на страну краља Остоје следећи пример Хрвоја Вукчића. Уз Јелену су остали само Радивојевићи. Године 1398. налази се са Остојом на Дунаву, а следеће године у Усори. У дубровачким документима помиње се извесни "Nobilis vir Bathalus" који је 13. фебруара 1399. године добио дубровачко грађанство. Могуће је да је реч о босанском тепчији. У повељама босанских владара Батало се помиње до 1404/7. године.

### Религија
Батало је био познат и по својим везама са Црквом босанском. Јеванђеље тепчије Батала записано је 1393. године од стране Станка Кромиријанина. Данас се чува у Националној библиотеци у Санкт Петербургу у Русији. Јеванђеље у једној белешки садржи попис 28 поглавара Цркве босанске (дједова). Батало је сахрањен у маузолејној гробници са очуваним натписом. Гробница је откривена 1915. године. Натпис се чува у Земаљском музеју у Сарајеву (Баталов маузолеј).

### Породица
Баталова супруга била је Реса из породице Хрватинић, ћерка Вукца и сестра Хрвоја, Вука, Војислава и Драгише Вукчића. Батало и Реса имали су тројицу синова: Вука, Стефана и Остоју. У изворима се јављају са презименом Тепчић. Као сведоци повеља босанских краљева, Тепчићи се јављају по једном; Вук 1399, а Стефан и Остоја 1409. године.